# Hansjörg Göritz

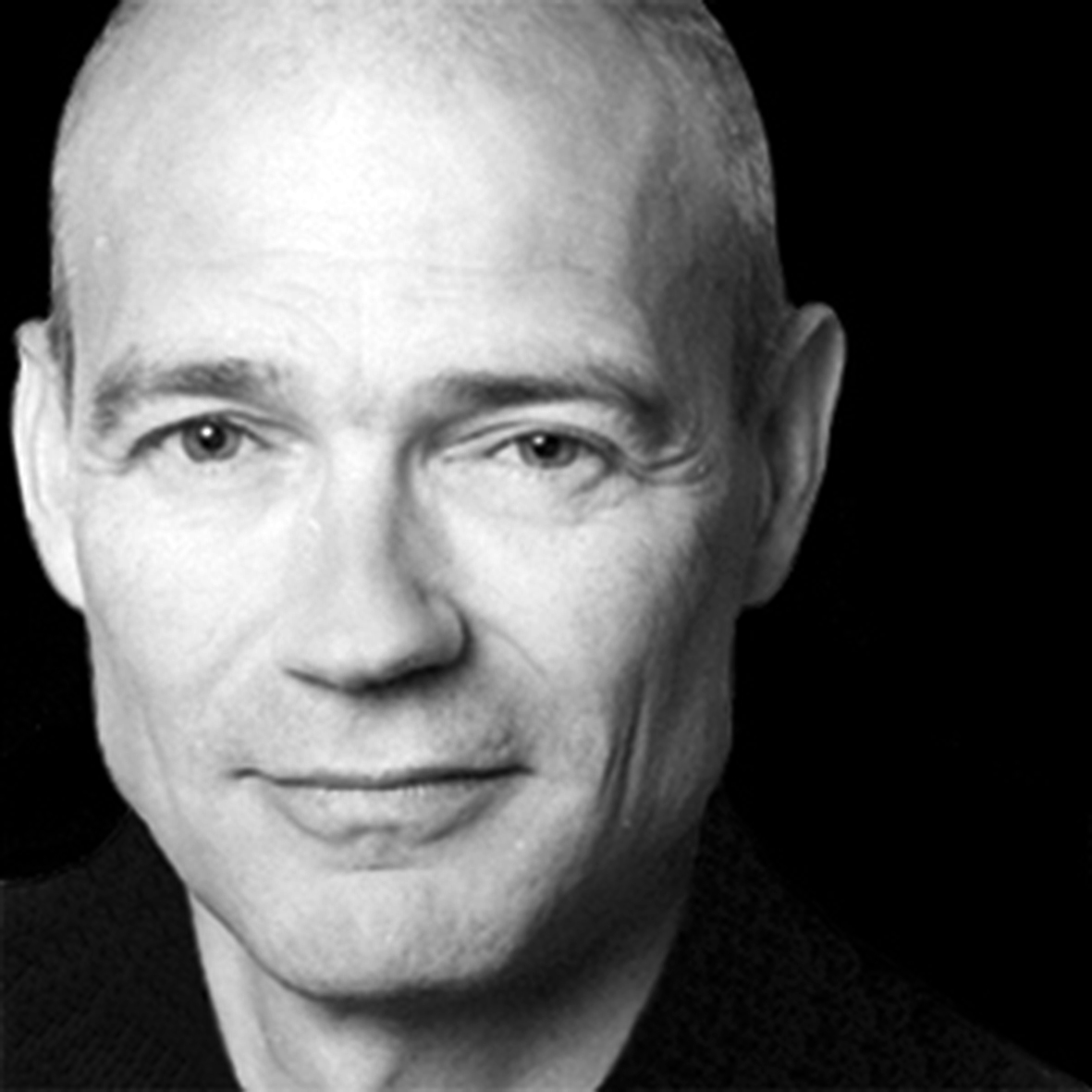
Hansjörg Göritz

Hansjörg Göritz (* 5. Juni 1959 in Hannover) ist ein deutsch-amerikanischer Architekt, Designer, Hochschullehrer und Autor. Für sein Frühwerk wurde er 1996 mit dem Förderungspreis Baukunst zum Kunstpreis Berlin der Berliner Akademie der Künste ausgezeichnet. 2012 wurde er als Affiliated Fellow der American Academy in Rome ausgezeichnet.

## Leben
Hansjörg Göritz wurde 1959 als Sohn eines Maurers geboren und wuchs mit Handwerk im ländlichen Raum in Niedersachsen auf. Nach dem Abitur absolvierte er eine Maurerlehre. Er studierte Architektur an der Fachhochschule Hildesheim/Holzminden in Hildesheim und an der Londoner Architectural Association School of Architecture. Nach Reisen im Mittelmeerraum, zu Zisterzienserklöstern, den Landschaftsgärten Englands und in Skandinavien arbeitete er seit 1986 in Hannover und seit 2007 in Berlin.
Er entwarf das Landesforum und Landesparlament des Fürstentums Liechtenstein, das erste in der Geschichte des Landes. Der Bahnhof Hannover-Nordstadt wurde mit kobaltblauem Glasstein einer Florentiner Glashütte und blau pigmentiertem Sichtbeton für die zur Expo 2000 eröffnete S-Bahn Hannover errichtet.
Hansjörg Göritz lehrte Architektur als Gast an der Hildesheimer Hochschule für angewandte Wissenschaft und Kunst 1995–1997, als Professor an der Fachhochschule Dortmund 1999–2001 und ist seit 2007 Professor an der University of Tennessee im College of Architecture and Design. Neben internationaler Vortragstätigkeit war er unter anderem Gastkritiker an angesehenen Hochschulen wie der Accademia di Architettura di Mendrisio und Yale, Visiting Adjunct Faculty an der Auburn University, und lehrte am 2018 UT Finland Architecture Summer Institute an der Aalto University Helsinki. 1993 wurde Göritz in den Bund Deutscher Architekten (BDA) und 2000 in den Deutschen Werkbund (DWB) berufen, und seit 2007 ist er International Associate im American Institute of Architects (AIA).

## Auszeichnungen
- 1988: Villa Massimo Rom, Sparte Architektur, nominiert vom Niedersächsischen Ministerium für Wissenschaft und Kultur
- 1994: BDA-Preis Niedersachsen, Anerkennung für Ausstellungsgebäude Klimmt
- 1994: BDA-Preis Niedersachsen, Preis für Privathaus H.
- 1994: Architekturpreis Ziegel, für 'Halle im Steinernen Block', 'Steinhaus im Holzhaus', and 'Steinerne Wand'
- 1994: DEUBAU-Preis für 'Halle im Steinernen Block', 'Steinhaus im Holzhaus', and 'Steinerne Wand'
- 1996: Kunstpreis Berlin, Förderpreis Baukunst, Akademie der Künste Berlin
- 1998: Erich-Schelling-Preis, Nominierung, Internationaler Preis for Architekten und Architekturkritiker
- 2000: Aga Khan Trust for Culture, Genf, Auswahl von Bauten und Schriften für die Stiftungssammlung
- 2006: Hyde Chair of Excellence, University of Nebraska at Lincoln, USA, engste Wahl
- 2008: Bundesstiftung Baukultur Potsdam, Auswahl öffentlicher Bauten für die Stiftungssammlung
- 2009: DAM Preis für Architektur in Deutschland, Deutscher Architekturexport: Hansjörg Göritz, Landtag des Fürstentums Liechtenstein in Vaduz
- 2010: Brick Award, International Prime Award for Liechtenstein State Forum and National Assembly
- 2010: Scholar of the Week, University of Tennessee, Anerkennung zum International Brick Award 2010
- 2012: Prometheus Leadership Award, University of Tennessee, Center for Educational Leadership
- 2012: American Academy in Rome Affiliated Fellowship, University of Tennessee, für 'Intra Murus'

## Werk

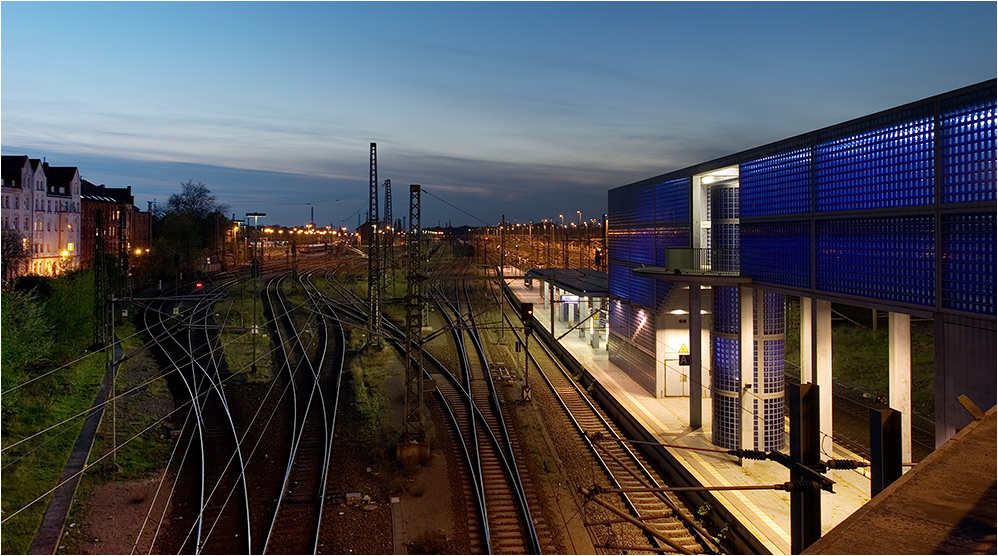
S-Bahnhof Hannover-Nordstadt

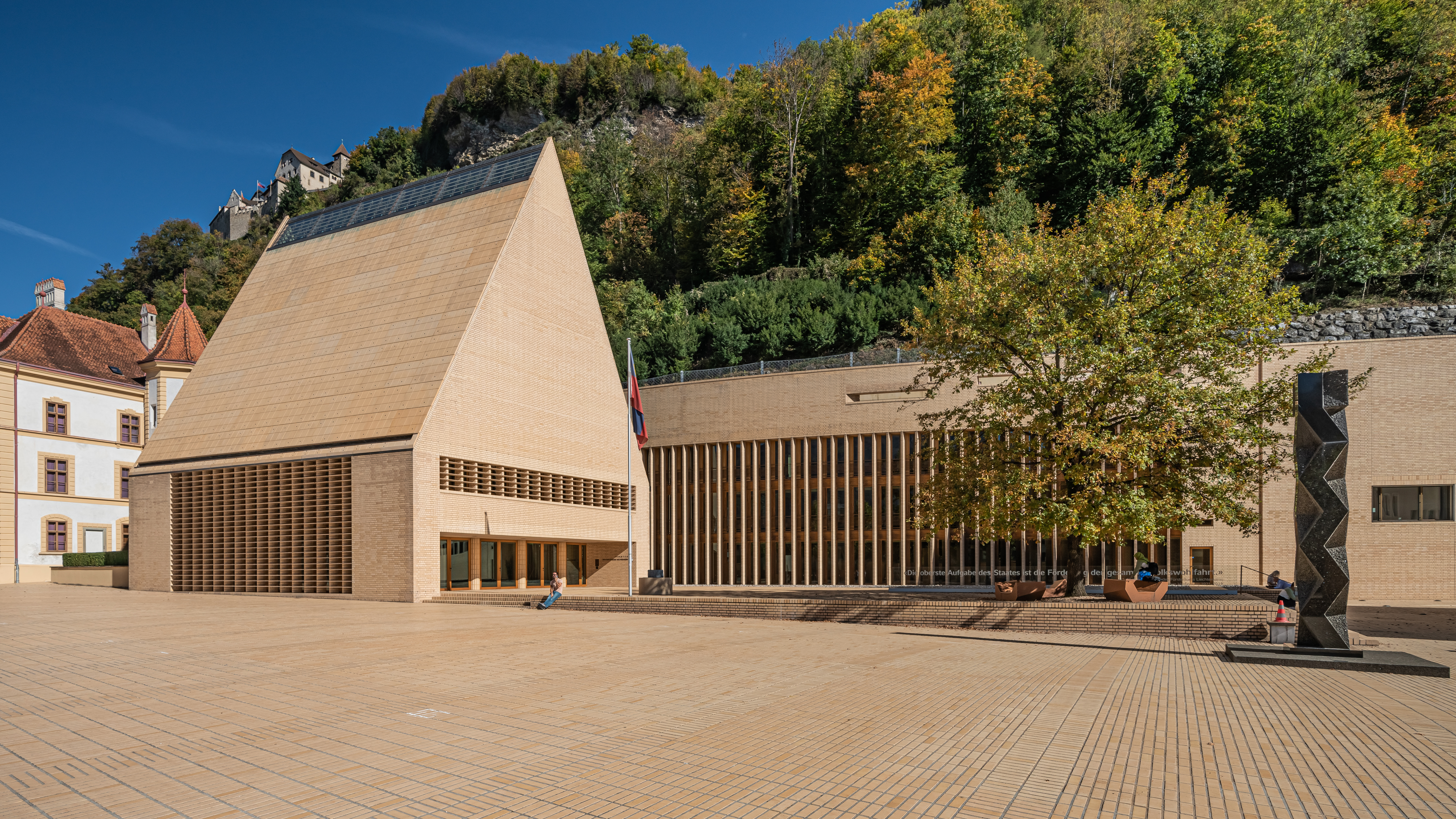
Hohes Haus in Liechtenstein

### Bauten und Entwürfe (Auswahl)
- 1989: Haus mit Glasstein Laterne (Zahnarztpraxis M.) in Hannover
- 1990: Haus auf Säulen im Haus (Privathaus H.) in Pattensen
- 1992: Steinhaus im Holzhaus (Privathaus K.) in Kirchhorst
- 1993: Steinerne Wand (Klimmt Objekte, Verwaltung und Ausstellung) in Hildesheim
- 1993: Halle im Steinernen Block (Privathaus H.) in Hannover-Ahlem
- 1996: Langes Dormitorium (Wohnanlage Spargelacker) in Hannover-Bemerode
- 1997: Körper aus Glasblöcken (Bahnhof Hannover-Nordstadt zur EXPO 2000) in Hannover-Nordstadt[5]
- 1991–2007: Medallion (Barocker Holzmarkt) in Wolfenbüttel
- 2001–2008: Hohes Haus (Landesforum und Landesparlament) in Vaduz (Liechtenstein)
- 2008–2009: Grand Garden (Knoxville Botanical Gardens and Arboretum) in Knoxville (Tennessee, USA)

### Schriften
- Hommage. Heinz Bienefeld 1926–1995. In: AIT, Nr. 7–8/1995.
- Ungesetzte Steine – oder: Die Praxis kultureller Donquichotterie. In: AIT, Nr. 1–2/1996.
- Kalkuliertes Licht. Wiedergeburt architektonischen Raumes. In: Jahrbuch Licht und Architektur 1998. Verlag „Das Beispiel“, Darmstadt 1998, ISBN 3-923974-74-4.
- Riss und Raum. Plädoyer für eine neue Konvention des Bauens als Raumkunst. In: Baukultur, Nr. 5/1998.
- Archen bauen. Mittler und Übergangsräume zwischen Hermetik und Hermeneutik. In: Arche. (Katalog zur Ausstellung des Kunstvereins Bad Salzdetfurth im Kunstgebäude im Schlosshof Bodenburg, 8. Juli bis 8. Oktober 2000.) Kunstverein Salzdetfurth, Bad Salzdetfurth 2000.
- Wohnen und Siedeln. Erkundungen des Essentiellen. In: Baukultur, Nr. 5/2006.
- Das Phänomen Louis I. Kahn. In: Baukultur, Nr. 6/2006.
- Hohes Haus. Der Gesetzgebung Obdach geben. In: Dortmunder Institut für Stadtbaukunst (Hrsg.): Stadtbaukunst. Das Dach. (= Dortmunder Architekturheft, No. 20.) Verlag der Buchhandlung König, Köln 2008, ISBN 978-3-88364-061-7.
- Calculated Light. On Essentials for Rebirth of Architectural Space. In: Lighting India 1, 2009.
- Die Leichtigkeit des Steins? In: DBZ, Nr. 2/2009.
- Vast Vicinity or Dense Garden Carpets. Learning from Essential Settlings and Dwellings. In: WIT / common ground, 2009/2010.